# Стівенвілл
Стівенвілл (англ. Stephenville) — містечко в Канаді, у провінції Ньюфаундленд і Лабрадор.

## Населення
За даними перепису 2016 року, містечко нараховувало 6623 особи, показавши скорочення на 1,4%, порівняно з 2011-м роком. Середня густина населення становила 185,6 осіб/км².
З офіційних мов обидвома одночасно володіли 370 жителів, тільки англійською — 6 180, а 5 — жодною з них. Усього 60 осіб вважали рідною мовою не одну з офіційних.
Працездатне населення становило 49,6% усього населення, рівень безробіття — 18,4% (24,2% серед чоловіків та 12,6% серед жінок). 90,4% осіб були найманими працівниками, а 3,4% — самозайнятими.
Середній дохід на особу становив $35 398 (медіана $25 685), при цьому для чоловіків — $42 127, а для жінок $29 677 (медіани — $31 312 та $22 552 відповідно).
25,9% мешканців мали закінчену шкільну освіту, не мали закінченої шкільної освіти — 23,5%, 50,7% мали післяшкільну освіту, з яких 23% мали диплом бакалавра, або вищий.
| Статево-вікова структура населення | Статево-вікова структура населення | Статево-вікова структура населення | Статево-вікова структура населення | Статево-вікова структура населення |
| ---------------------------------- | ---------------------------------- | ---------------------------------- | ---------------------------------- | ---------------------------------- |
|                                    |                                    |                                    |                                    |                                    |
| Всього                             | Всього                             | 46,9%53,1%                         |                                    |                                    |
| 0 — 14 років                       | 0 — 14 років                       |                                    | 13,9%                              | 13,9%                              |
| 15 — 64 років                      | 15 — 64 років                      |                                    | 63,8%                              | 63,8%                              |
| 65 і більше                        | 65 і більше                        |                                    | 22,3%                              | 22,3%                              |
| 85 і більше                        | 85 і більше                        |                                    | 2,4%                               | 2,4%                               |
| Середній вік (років)               | Середній вік (років)               | 43,846,3                           | 45,1                               | 45,1                               |
| Медіана (років)                    | Медіана (років)                    | 47,449,7                           | 48,6                               | 48,6                               |
| — чоловіки — жінки                 |                                    |                                    |                                    |                                    |

| Походження мешканців:     | Походження мешканців:     | Походження мешканців: | Походження мешканців: | Походження мешканців: |
| ------------------------- | ------------------------- | --------------------- | --------------------- | --------------------- |
| Походження                |                           |                       | осіб                  | %                     |
| Корінні американці        | Корінні американці        |                       | 2 550                 | 39.26%                |
| Інше північноамериканське | Інше північноамериканське |                       | 3 005                 | 46.27%                |
| Європейське               | Європейське               |                       | 4 010                 | 61.74%                |
| британське                | британське                |                       | 3 385                 | 52.12%                |
| французьке                | французьке                |                       | 1 575                 | 24.25%                |
| українське                | українське                |                       | 20                    | 0.31%                 |
| Карибське                 | Карибське                 |                       | 20                    | 0.31%                 |
| Африканське               | Африканське               |                       | 10                    | 0.15%                 |
| Азійське                  | Азійське                  |                       | 55                    | 0.85%                 |

| Зайнятість населення за галузями (за класифікацією NOC): | Зайнятість населення за галузями (за класифікацією NOC): | Зайнятість населення за галузями (за класифікацією NOC): | Зайнятість населення за галузями (за класифікацією NOC): | Зайнятість населення за галузями (за класифікацією NOC): |
| -------------------------------------------------------- | -------------------------------------------------------- | -------------------------------------------------------- | -------------------------------------------------------- | -------------------------------------------------------- |
|                                                          |                                                          |                                                          |                                                          |                                                          |
| Управління                                               | Управління                                               |                                                          | 8,9%                                                     | 8,9%                                                     |
| Бізнес, фінанси та адміністрування                       | Бізнес, фінанси та адміністрування                       |                                                          | 11,8%                                                    | 11,8%                                                    |
| Природничі та прикладні науки                            | Природничі та прикладні науки                            |                                                          | 2,9%                                                     | 2,9%                                                     |
| Охорона здоров'я                                         | Охорона здоров'я                                         |                                                          | 8,7%                                                     | 8,7%                                                     |
| Освіта, правозахист, муніципальні та урядові служби      | Освіта, правозахист, муніципальні та урядові служби      |                                                          | 17%                                                      | 17%                                                      |
| Мистецтво, культура, відпочинок та спорт                 | Мистецтво, культура, відпочинок та спорт                 |                                                          | 0,8%                                                     | 0,8%                                                     |
| Роздрібна торгівля та послуги                            | Роздрібна торгівля та послуги                            |                                                          | 30,4%                                                    | 30,4%                                                    |
| Гуртова торгівля, транспорт та обладнання                | Гуртова торгівля, транспорт та обладнання                |                                                          | 16%                                                      | 16%                                                      |
| Природні ресурси, сільське господарство                  | Природні ресурси, сільське господарство                  |                                                          | 2,3%                                                     | 2,3%                                                     |
| Виробництво                                              | Виробництво                                              |                                                          | 1,5%                                                     | 1,5%                                                     |

## Клімат
Середня річна температура становить 4,2°C, середня максимальна – 19,4°C, а середня мінімальна – -12,2°C. Середня річна кількість опадів – 1 384 мм.
| Клімат поселення                              | Клімат поселення | Клімат поселення | Клімат поселення | Клімат поселення | Клімат поселення | Клімат поселення | Клімат поселення | Клімат поселення | Клімат поселення | Клімат поселення | Клімат поселення | Клімат поселення | Клімат поселення |
| Показник                                      | Січ.             | Лют.             | Бер.             | Квіт.            | Трав.            | Черв.            | Лип.             | Серп.            | Вер.             | Жовт.            | Лист.            | Груд.            |                  |
| Середній максимум, °C                         | −2,17            | −3,03            | 0,86             | 5,89             | 11,45            | 16,34            | 19,44            | 19,36            | 15,20            | 9,89             | 5,18             | −0,47            |                  |
| Середня температура, °C                       | −6,74            | −7,6             | −3,72            | 1,32             | 6,87             | 11,76            | 16,08            | 15,99            | 11,85            | 6,53             | 1,82             | −3,83            |                  |
| Середній мінімум, °C                          | −11,31           | −12,18           | −8,3             | −3,26            | 2,30             | 7,20             | 12,72            | 12,62            | 8,48             | 3,18             | −1,55            | −7,19            |                  |
| Норма опадів, мм                              | 134              | 102              | 96               | 78               | 102              | 104              | 116              | 121              | 135              | 137              | 130              | 129              |                  |
| Середньомісячна швидкість вітру, м/с          | 6.28             | 5.80             | 5.57             | 5.23             | 4.66             | 4.34             | 3.99             | 4.10             | 4.56             | 5.02             | 5.52             | 6.06             |                  |
| Середньомісячна сонячна радіація, кДж/м²·день | 3619             | 6584             | 10844            | 14566            | 17818            | 19450            | 18922            | 16051            | 11839            | 7142             | 3868             | 2742             |                  |
| --------------------------------------------- | ---------------- | ---------------- | ---------------- | ---------------- | ---------------- | ---------------- | ---------------- | ---------------- | ---------------- | ---------------- | ---------------- | ---------------- | ---------------- |
| Джерело:                                      |                  |                  |                  |                  |                  |                  |                  |                  |                  |                  |                  |                  |                  |